# Cinematronics Inc.
Cinematronics Incorporated fue un desarrollador pionero de juegos de arcade que tuvo su apogeo en la era de los juegos de visualización de vectores. Mientras otras compañías lanzaron juegos basados en pantallas ráster, al principio de su historia, Cinematronics y Atari lanzaron juegos de visualización de vectores, que ofrecían un aspecto distintivo y una mayor capacidad gráfica (en ese momento), a costa de ser solo blanco y negro (inicialmente).

## Inicios
Cinematronics Inc. fue fundada en 1975 por Jim Pearce, Dennis Parte y Gary Garrison en El Cajón, California, aunque desde el principio en Parte y Garrison vendieron sus acciones a Tom "Papa" Stroud. Los primeros juegos de Cinematronics, un clon de Pong, una copia de Flipper Ball y su primer diseño de juego original, Embargo, se lanzaron en 1975, 1976 y 1977, pero no fueron particularmente notables. La compañía realmente comenzó a prosperar después de que el juego Space Wars entró en producción aproximadamente un año después.

## Primeros éxitos
Larry Rosenthal, un estudiante del MIT, había escrito su tesis de maestría en Spacewar! y quería crear una versión del juego de computadora que podría colocarse en arcades. Rosenthal había creado un procesador que era lo suficientemente potente como para ejecutar una versión adecuada de Spacewar! y sin embargo es barato de producir. Llamó a su tecnología basada en TTL "Vectorbeam". Después de construir un prototipo, vendió la máquina a varias compañías de juegos en busca de un distribuidor.
En este mismo momento, Cinematronics estaba buscando su próximo juego. El momento fue perfecto para los dos: Cinematronics se estaba quedando sin fondos y buscando cualquier acuerdo para conseguir un nuevo juego y Rosenthal estaba vendiendo un juego. El trato fue hecho y el juego fue lanzado como Space Wars.
Space Wars fue el primer juego de arcade en utilizar gráficos vectoriales en blanco y negro, lo que le permitió mostrar imágenes nítidas. Space Wars tenía gráficos que eran mucho más detallados que las visualizaciones raster de la época. Cinematronics envió más de 30,000 unidades y fue un gran vendedor en 1978.
Rosenthal dejó Cinematronics y formó Vectorbeam. Cuando intentó llevar consigo su tecnología "Vectorbeam", Pierce y Stroud lo demandaron. Los hombres llegaron a un acuerdo fuera de la corte con Rosenthal vendiendo su compañía y tecnología a Cinematronics.

## Videojuegos vectoriales
Con la placa "Vectorbeam" bajo su control, Cinematronics lanzó una serie de juegos de arcade de gráficos vectoriales, incluyendo Starhawk, el primer juego de lucha uno a uno, Warrior, Sundance y Tail Gunner.
Cinematronics experimentó con superposiciones de colores en algunos de sus juegos. En Star Castle, la superposición dio color a varios elementos del juego con posiciones fijas. En Armor Attack, la superposición era en sí misma una parte del juego: la superposición era una vista de arriba hacia abajo de un pequeño conjunto de calles de la ciudad, y el jugador conducía un jeep por las calles combatiendo tanques y helicópteros.
Cinematronics creó Cosmic Chasm, un juego de vectores de colores. Se desarrollaron otros juegos basados en el mismo sistema de hardware (basado en el chip 68000 de Motorola) pero nunca se lanzaron, incluido un juego de vectores en color 3D.

## Videojuegos ráster, laserdisc y su futuro
Alrededor de 1982, Cinematronics comenzó a lanzar juegos que usaban pantallas raster, como Naughty Boy y Zzyzzyxx. Durante este tiempo, Cinematronics solicitó la protección por bancarrota del Capítulo 11.
En 1983, Cinematronics lanzó Dragon's Lair, uno de los primeros juegos de arcade basados en laserdisc. Para finalizar el proyecto, se asociaron con Advanced Microcomputer Systems (más tarde renombrado como RDI Video Systems), que más tarde trataron de vender una versión doméstica de la máquina de laserdisc. Mientras que la consola doméstica de RDI, el Halcyon, fue un fracaso, el arcade Dragon's Lair fue un gran éxito. Cinematronics lo siguió con el juego similar de ciencia ficción con tema de ciencia ficción, Space Ace. Aproximadamente en 1983 se produjo un prototipo de material de animación para la secuela de Dragon's Lair, pero debido a la falta de acuerdo entre Cinematronics y el animador Don Bluth, este material no se usó durante años, convirtiéndose en parte de Dragon Lair II: Time Warp. juego en la década de 1990.
Alrededor de 1984, Cinematronics lanzó Express Delivery y otros juegos de trama basados en una nueva plataforma de hardware llamada Sistema Cinemat, que fue diseñada para ser reutilizable con software reemplazable, paneles de control y obras de arte del gabinete.
Cerca de 1987, Cinematronics fue adquirido por Tradewest y renombrado como Leland Corporation, y continuó fabricando software para juegos de arcade y PC. Tradewest fue comprado por WMS en 1994 para convertirse en su división de consolas.

## Herramientas de software
Además de su trabajo en el desarrollo de videojuegos, Cinematronics también incursionó en la creación de software utilitario en la década de 1990. Uno de sus proyectos fue Quantum, una herramienta avanzada de compresión y archivado de archivos para sistemas MS-DOS y Windows 3.x. El programa incluía un compresor de 32 bits para DOS (PAQ.EXE), un descompresor (UNPAQ.EXE) y una versión más rápida para Windows (QWIN.EXE).
Quantum se enfocaba en maximizar la tasa de compresión a costa de mayor tiempo de procesamiento. Admitía compresión multivolumen (división en disquetes), almacenamiento de rutas y comentarios, y extracción selectiva desde su interfaz gráfica. Los archivos generados usaban la extensión .q. La herramienta fue distribuida a través del BBS oficial de Cinematronics en Austin, Texas.
Aunque nunca alcanzó la difusión de otros formatos como ZIP o RAR, fue utilizada en entornos técnicos y por desarrolladores durante la transición entre MS-DOS y Windows. Hoy en día, Quantum se considera software abandonado. Algunos usuarios, como David Carrero, han logrado recuperar archivos comprimidos con esta herramienta gracias a copias preservadas del ejecutable original.

## Juegos
- Alley Master (1988)
- Armor Attack (1980)
- Baseball The Season II (1987)
- Boxing Bugs (1981)
- Brix (1983)
- Cerberus (1985)
- Cosmic Chasm (1983)
- Danger Zone (1986)
- Double Play: Super Baseball Home Run Derby (1987)
- Dragon's Lair (1983)
- Embargo (1977)
- Express Delivery (1984)
- Flipper Ball (1976)
- Freeze (1982)
- Jack the Giantkiller (1982)
- Mayhem 2002 (1985)
- Naughty Boy (1982)
- Power Play (1985)
- Redline Racer (1986)
- Rip-Off (1980)
- Solar Quest (1981)
- Space Ace (1984)
- Space Wars (1977)
- Star Castle (1980)
- Starhawk (1977)
- Sundance (1979)
- Tail Gunner (1979)
- Tail Gunner II (1980)
- Warrior (1979)
- War of the Worlds (1982)
- World Series - The Season (1985)
- World Series Baseball (1984)
- Zzyzzyxx (1982)

### No lanzados
- Hovercraft (1983)

## Biografía
- Kent, Steven L., The Ultimate History of Video Games, (San Francisco: Sierra Club, 1994) ISBN 0-7615-3643-4
- Tim Skelly's History of Cinematronics and Vectorbeam Retrieved Jul. 8, 2005.